# Старе Тюріно
Старе Тю́ріно (рос. Старое Тюрино) — село у складі Бугурусланського району Оренбурзької області, Росія.

## Населення
Населення — 350 осіб (2010; 419 у 2002).
Національний склад (станом на 2002 рік):
- росіяни — 53 %